# NK Novigrad
NK Novigrad là một câu lạc bộ bóng đá Croatia thành lập năm 1947 và có trụ sở ở thị trấn Novigrad ở Istria. Novigrad thi đấu ở Croatian Second Football League.

## Danh hiệu
Treća HNL – West:
- Vô địch (1): 2015–16